# Labiobaetis mustus
Labiobaetis mustus is een haft uit de familie Baetidae. De wetenschappelijke naam van de soort is voor het eerst geldig gepubliceerd in 1996 door Kang & Yang.
De soort komt voor in het Oriëntaals gebied.